# Aeroportul Cold Bay
Aeroportul Cold Bay (IATA: CDB, ICAO: PACD, FAA LID: CDB) este un aeroport din Aleutians East Borough, Alaska, Alaska, Statele Unite ale Americii ce deservește zona Cold Bay⁠(d). Aeroportul a fost tranzitat în 2019 de 16.008 pasageri. A fost numit după zona deservită.
Situat la o altitudine de 31 m, aeroportul dispune de 2 piste. Este operat de Alaska Department of Transportation & Public Facilities⁠(d).

## Infrastructură

### Piste
Aeroportul dispune de 2 piste. Pista 08/26 are suprafața de asfalt și dimensiunile 6.235 picioare × 150 picioare. Pista 15/33 are suprafața de asfalt și dimensiunile 10.180 picioare × 150 picioare. 